# Spilosoma distincta
Spilosoma distincta är en fjärilsart som beskrevs av Gottfried Christian Reich 1937. Spilosoma distincta ingår i släktet Spilosoma och familjen björnspinnare. Inga underarter finns listade i Catalogue of Life.